# Моасір Барбоза
Моасір Барбоза Насіменто (порт. Moacir Barbosa Nascimento, 27 березня 1921, Кампінас — 7 квітня 2000, Прая-Гранді) — бразильський футболіст, що грав на позиції воротаря, зокрема, за клуб «Васко да Гама», а також національну збірну Бразилії, у складі якої — чемпіон Південної Америки 1949 року.
Один з найталановитіших воротарів свого часу, який, утім, увійшов до історії футболу насамперед як головний антигерой «Мараканасо», вирішальної гри чемпіонату світу 1950 року, поразка бразильської збірної в якій на переповненій її вболівальниками Маракані сенсаційно позбавила бразильців перемоги на домашньому мундіалі.

## Клубна кар'єра
Зростав у бідній багатодітній родині, з дитинства займався футболом. Працюючи на початку 1940-х у фармацевтичній компанії АДСІ, грав за її футбольну команду на позиції нападника.
1942 року став гравцем команди «Іпіранга» із Сан-Паулу, де попри невисокий зріст був переведений на позицію воротаря.
1945 року приєднався до команди клубу «Васко да Гама», в якій відразу став основним голкіпером. Відіграв за команду з Ріо-де-Жанейро одинадцять сезонів, протягом яких команда шість разів вигравала Лігу Каріока, а 1948 року стала переможцем першого континентального турніру серед найсильніших команд регіону, клубного чемпіонату Південної Америки. Внесок Барбози у ці перемоги був відзначений багатьма роками пізніше, у 2006 році, коли його було визнано найкращим голкіпером в історії клубу.
Згодом протягом 1956—1957 років грав за «Бонсусессо» і «Санта-Круз» (Ресіфі), після чого ще на три роки повертався до «Васко да Гама».
Завершив професійну ігрову кар'єру у клубі «Кампу Гранді», за команду якого виступав протягом 1962 року.
Помер 7 квітня 2000 року на 80-му році життя у місті Прая-Гранді.

## Виступи за збірну
1945 року дебютував в офіційних матчах у складі національної збірної Бразилії, наступну гру провів у 1948, а з 1949 року став основним голкіпером національної команди. Того року бразильська команда з Барбозою на воротах здобула свій третій титул чемпіонів Південної Америки, вигравши сім з восьми матчів турніру із загальною різницею м'ячів 46:7, зокрема вигравши фінальну гру проти парагвайців з рахунком 7:0.
А вже наступного року після тріумфу на континентальній першості Бразилія приймала чемпіонат світу 1950, на якому розглядалася однозначним фаворитом. Господарі турніру відразу почали підтверджувати свій статус, впевнено подолавши перший груповий етап, а фінальний етап, в якому за круговою системою і визначався чемпіон світу, розпочавши з перемог над Швецією (7:1) та Іспанією (6:1). Таким чином вирішальним ставав останній матч фінального турніру, в якому бразильцям протистояла збірна Уругваю. З огляду на втрату одного очка уругвайцями у грі з Іспанією (2:2) для здобуття свого першого історичного титулу чемпіонів світу збірній Бразилії було достатньо не програти команді, яку роком раніше, на континентальній першості, вона обіграла з рахунком 5:1. Країна-господар турніру готувалася широко святкувати перше чемпіонство своєї національної команди, а на стадіон Маракана у Ріо-де-Жанейро прийшло щонайменше 174 тисячі бажаючих стати свідками цієї історичної події.
Однак перебіг гри виявився неочікуваним — бразильці прогнозовано домінували протягом першої половини гри, проте не змогли реалізувати свою перевагу у голи. А після того, як на початку другого тайму їм вдалося врешті-решт відкрити рахунок гри, вони зарано повірили в успішний результат матчу і втратили концентрацію у захисті, чим вже на 66-й хвилині скористалися уругвайці, зрівнявши рахунок. А на 79-й хвилині стався епізод, який зробив цю гру однією з найдраматичніших в історії футболу, — фланговий нападник збірної Уругваю Альсідес Гіджа здійснив рейд правим флангом атаки і з доволі гострого кута вразив ворота бразильців. Деморалізовані господарі поля за час, що залишався, не змогли бодай відновити рівновагу у рахунку і матч програли, поступившись супротивнику чемпіонським титулом. Гол Гіджі шокував усю Бразилію, а для Барбози він став трагедією усього життя, оскільки у свідомості вболівальників його збірної саме воротар став винним у поразці, оскільки вирішальний м'яч було забито у ближній, «воротарський» кут воріт, під рукою голкіпера. За спогадами самого Барбози у динаміці епізоду йому здалося, що він відбив удар уругвайця, і те, що м'яч таки опинився у воротах, усвідомив лише через тишу, яка моментально запанувала на трибунах.
Цей пропущений гол став прокляттям для голкіпера, оскільки він став головним антигероєм для кожного бразильця, який хоча б трохи цікавився футболом. В одному зі своїх останніх інтерв'ю 2000 року колишній воротар зазначив: «Найважчим покаранням у Бразилії є 30-річне ув'язнення, я ж розплачуюся за щось, у чому навіть не є винним, уже протягом 50 років».
Після «трагедії на Маракані» Барбоза втратив статус основного воротаря збірної і навіть деякий час взагалі не викликався до її лав, однак 1953 року був включений до заявки на тогорічний чемпіонат Південної Америки у Перу, де навіть взяв участь в одній грі, що стала для нього останньою у формі національної команди, і разом з нею здобув «срібло» континентальної першості.
Загалом протягом кар'єри у збірній провів 20 матчів, пропустивши 24 голи.

## Титули і досягнення

### Клубні
- Переможець Ліги Каріока (6):

«Васко да Гама»: 1945, 1947, 1949, 1950, 1952, 1958
- Переможець Клубного чемпіонату Південної Америки (1):

«Васко да Гама»: 1948

### У збірній
- Переможець чемпіонату Південної Америки: 1949
- Срібний призер Чемпіонату Південної Америки: 1953
- Бронзовий призер Чемпіонату Південної Америки: 1959 (Еквадор)
- Віце-чемпіон світу: 1950